# Ô
Ô, ô (O с циркумфлексом) — буква расширенной латиницы. Используется во французском, португальском, вьетнамском и словацком алфавитах. Если во французском и португальском Ô считается диакритическим вариантом O, то во вьетнамском и словацком это отдельная буква алфавита.

## Использование

### Французский язык
Во французском языке возникновение Ô, равно как Â и Ê, объясняется выпадением согласных в потоке народно-романской речи: hospitalum → hôpital («больница»), hostellum → hôtel («ратуша»), rostire → rôtir («поджаривать»), costa → côte («берег»). Звук о в данном случае закрыт: /o/, однако в Южной Франции различия открытости-закрытости нерелевантны.

### Португальский язык
Португальский язык употребляет Ô также для обозначения закрытого звука о, но без выпадающего за ней согласного. Ей противопоставлена буква Ó, обозначающая открытый звук.

### Вьетнамский язык
Вьетнамский язык использует Ô для обозначения звука [ɤ], в то время как буква O передаёт звук [ɔ]. При наличии у слога с этой буквой какого-либо тона, кроме первого, над ней ставится дополнительный диакритический знак, обозначающий тон, в результате чего образуется буква O с двумя диакритическими знаками (Ốố Ồồ Ỗỗ Ổổ Ộộ).

### Словацкий язык
В словацком языке обозначает дифтонг /u̯o/.